# Caganer

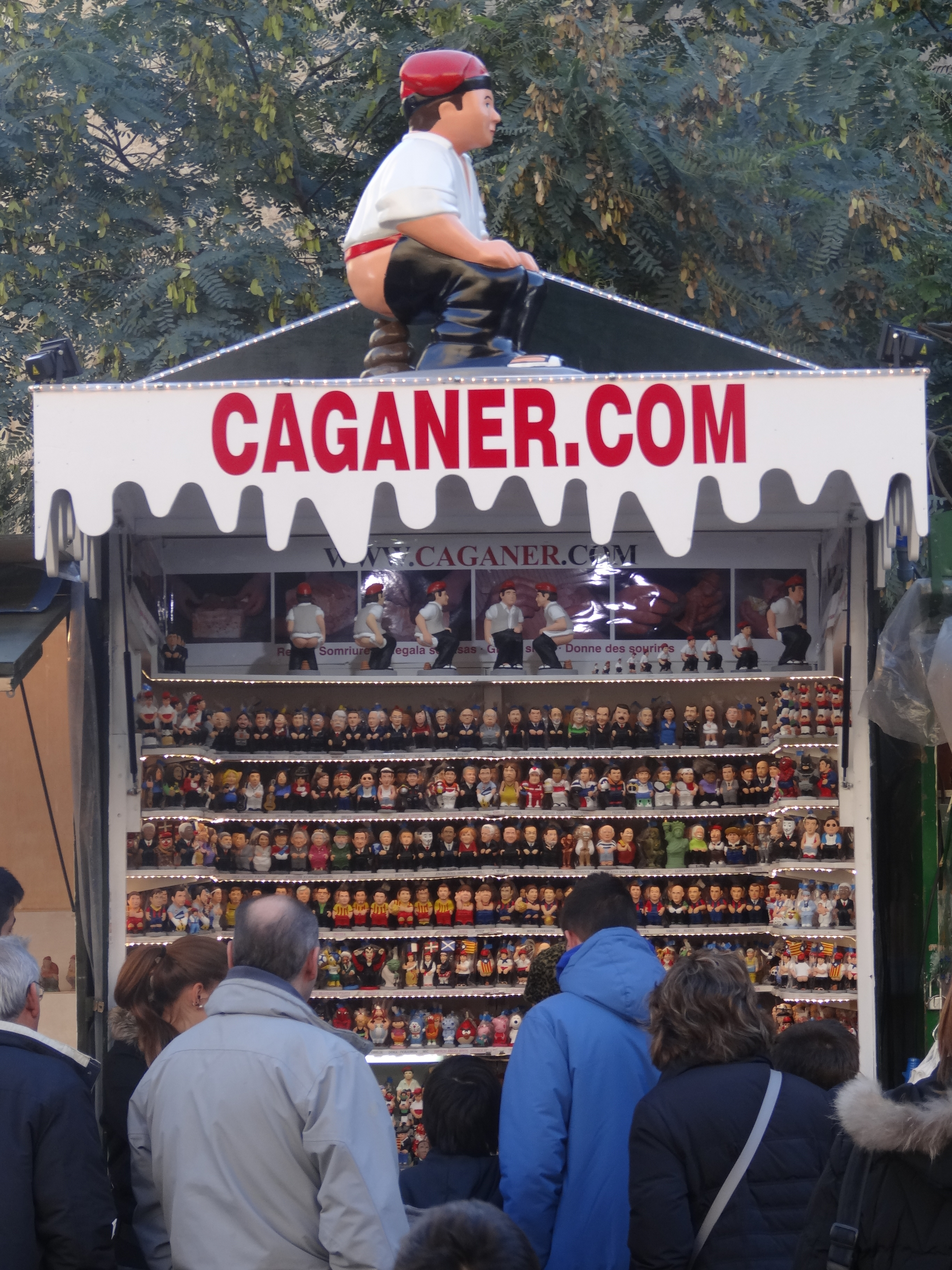
Stánek s figurkami Caganer na vánočních trzích v Barceloně

Caganer (tj. „kadič“ nebo vulg. „sráč“) je figurka kadícího muže, která je součástí vánočního betléma v Katalánsku a v oblastech s katalánskou kulturou ( Andorra, Valencie, jih Francie). Přesný původ Caganera je nejasný, ale uvádí se, že se figurka začala v betlémě objevovat na přelomu 17. a 18. století. 

## Tradice
V Katalánsku, stejně jako v celém Španělsku, je model Betléma nezbytnou vánoční dekorací. Na rozdíl od České republiky, kde betlém představují hlavně jesličky, ten španělský vyobrazuje celé město a jeho okolí. Kromě tradičních figurek jako je jezulátko, Marie, Josef, pastýř a Tři králové, v něm najdeme trhovce, řemeslníky, anděly apod. Caganer je jedna z nejpopulárnějších figurek a nechybí skoro v žádném katalánském betlémě. Umisťuje se dál od jesliček, většinou do rohu scenérie nebo na nějaké méně viditelné místo – například za strom. Oblíbeným zvykem je nechat děti soutěžit, kdo první figurku Caganera v betlémě objeví.
Typický Caganer je muž-venkovan v tradičním katalánském oděvu: bílé košili, černých kalhotách, červeném pásku a červené čapce tzv. baretině. Na katalánských vánočních trzích jsou celé stánky věnované této figurce a Caganera lze zakoupit i v podobě významných sportovců, politiků, celebrit, nebo historických či filmových postav.
Postavu Caganera se vyskytuje i v jiných evropských kulturách, například ve Francii(Père la Colique), Portugalsku(cagões), nebo v italské Neapoli(pastore che caca).